# これでもまだくたばらぬ
『これでもまだくたばらぬ』（西: Y aun no se van!, 英: And still they don't go!）は、スペインのロマン主義の巨匠フランシスコ・デ・ゴヤが1797年から1799年に制作した銅版画である。エッチング。80点の銅版画で構成された版画集《ロス・カプリーチョス》（Los Caprichos, 「気まぐれ」の意）の第59番として描かれた。《ロス・カプリーチョス》は《戦争の惨禍》（Los desastres de la guerra）、《闘牛技》（La Tauromaquia）、《妄》（Los disparates）と並ぶゴヤの四大版画集の1つで、1799年に出版された初版は辛辣な社会批判を含んでいたため、おそらく異端審問所の圧力を受け、わずか27部を売っただけで販売中止となった。マドリードのプラド美術館に準備素描が所蔵されている。

## 作品

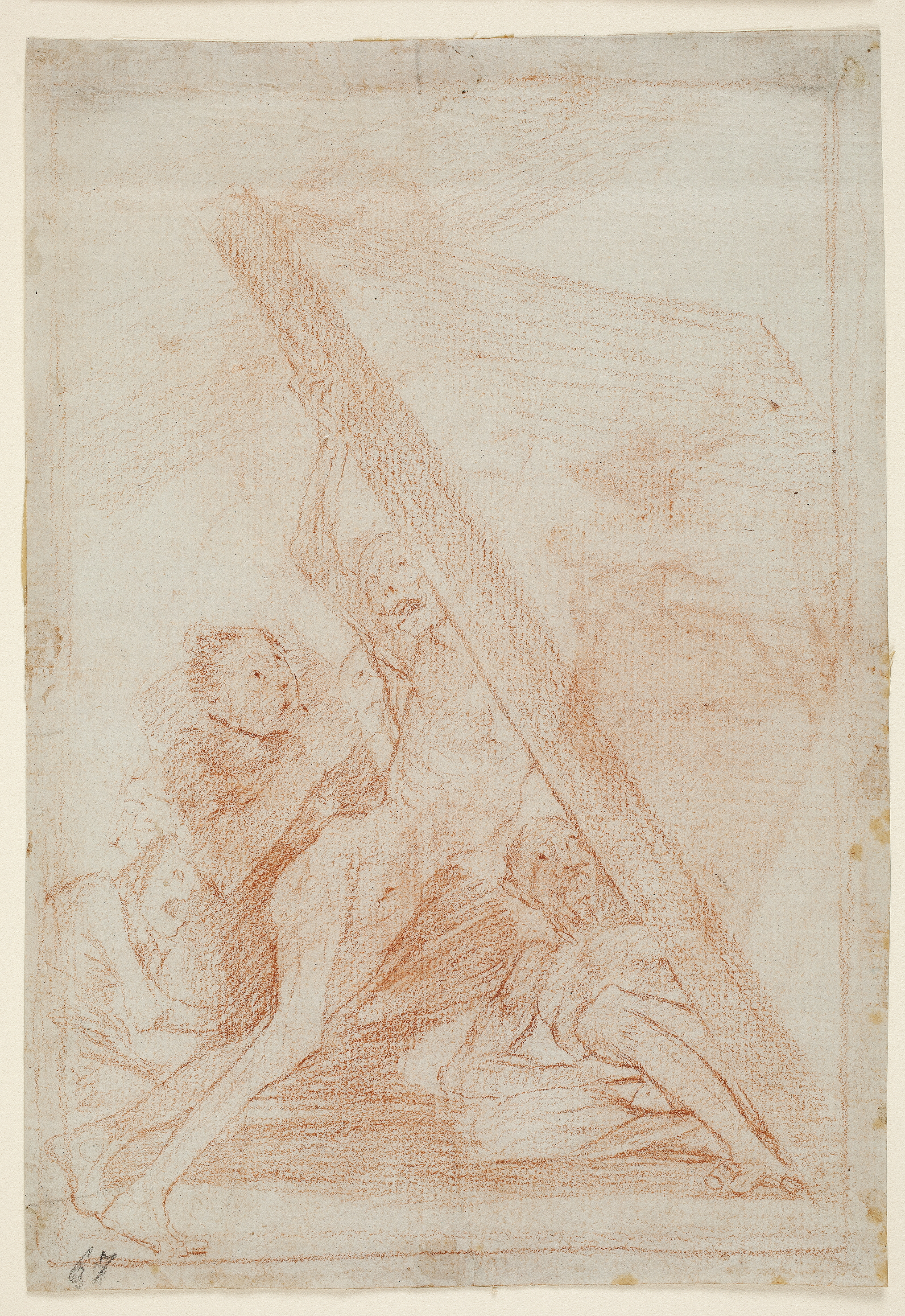
準備素描。1797年から1798年頃。プラド美術館所蔵。

骨と皮だけの痩せこけた裸の人物が巨大な板状の石を起こそうとしている。人物の上半身は石を支え押し上げようとして折れ曲がっているが、石は彼とその下で死んだように横たわる人物を押し潰そうとするかのように伸し掛かっている。この2人の人物のうち横たわった人物は、プラド美術館所蔵の準備素描では目を覚ましており、岩を持ち上げようとしている男を信じているのか、逃げ出すことなく見つめている。人物の左後方には1人の魔女が立っており、恐怖した顔で労苦にあえぐ彼の様子を見つめている。さらに別の2人の魔女は、身を丸めるようにして地面に座り込み、悪意のこもった眼差しで彼を見つめている。また懇願するかのように空を見上げる別の人物の姿も見える。暗い背景には墓石とは対照的な白い光が差し込み、人物たちを暗闇から浮かび上がらせている。またこの光は画面に謎めいた演劇的な雰囲気を与えている。
この作品は、スペイン国立図書館所蔵の原稿では、「たとえ彼らの足が墓場にあるときでさえ、人間は自身の悪徳に心を奪われているため、今まさに降りかかる死の石板から逃げようとしなければ、償いをしようとも思わない」と説明されている。ロペス・デ・アラヤ（López de Ayala） の原稿では、「死すべき運命の者たちは自身の悪徳に目がくらんでいるため、死の石板が自身に降りかかるのを眺めているだけで、自らの生き方を改めることすらしない」と記されている。最後にプラド美術館所蔵の原稿では、「運命の不安定さを反省しない者は、危険に囲まれて安らかに眠る。彼は迫っている危害を避けるすべを知らないし、彼を驚かせる不幸もまた何もない」と記されている。
ボストン美術館所蔵の最初の試し刷りによると、もともとの題名は「わな」（La Trampa）であった。その後、ゴヤ自身によって「いかなることがおきようとも」（Salga lo que saliere）に変更され、最終的に現在の「これでもまだくたばらぬ」となった。

### 図像的源泉

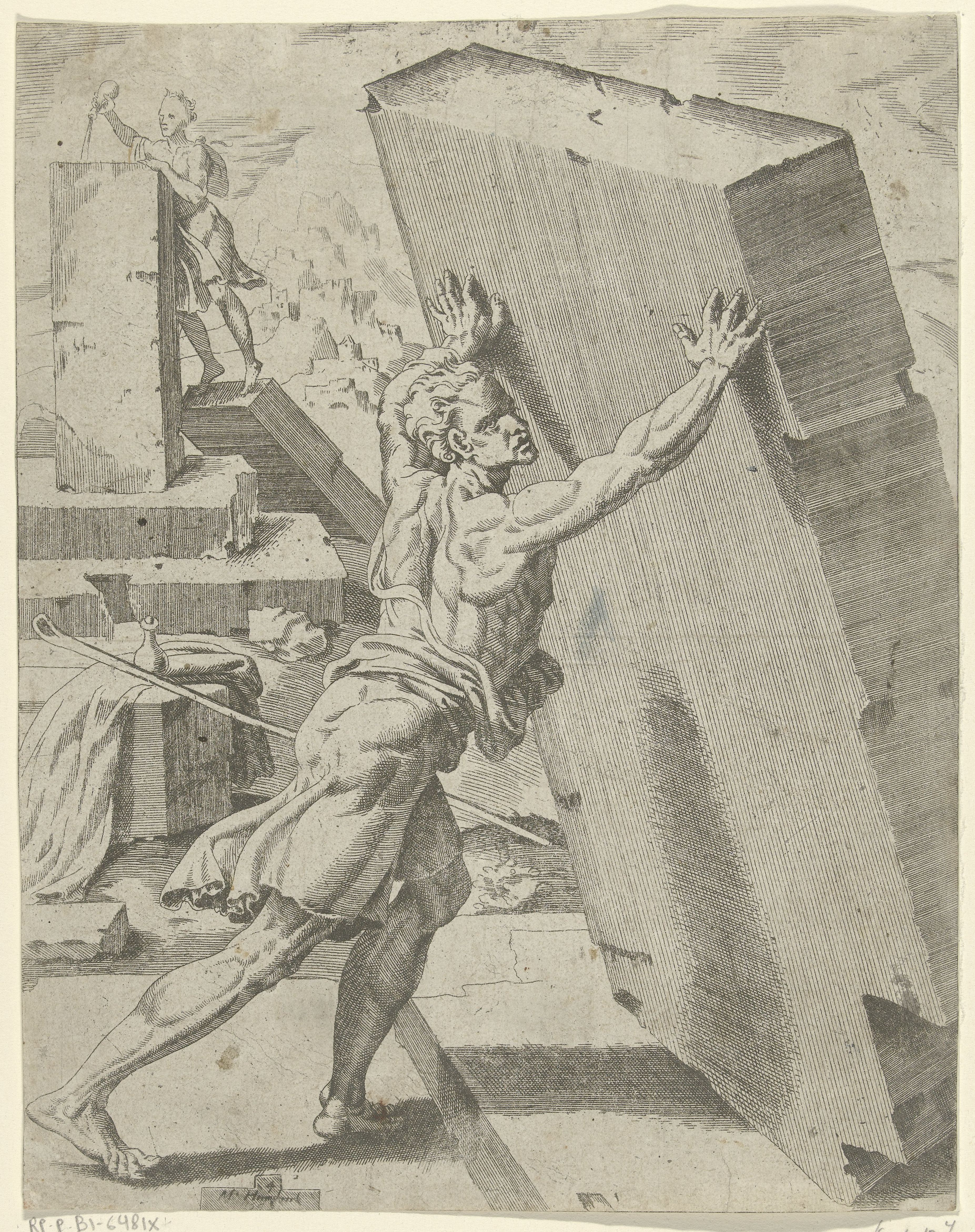
マルティン・ファン・ヘームスケルクに基づくディルク・フォルケルツゾーン・コールンヘルトのエッチング「石を持ち上げるヤコブ」。1549年。

図像的源泉はオランダの画家マルティン・ファン・ヘームスケルクの原画に基づいて制作された、ディルク・フォルケルツゾーン・コールンヘルトの版画集《ヤコブ伝》の1つ「石を持ち上げるヤコブ」（Jakob bouwt een zuil）に由来している。ヘームスケルクの作品は主題を『旧約聖書』「創世記」28章で言及されるヘブライ人の族長ヤコブのエピソードから採っている。この物語によると、ヤコブはハランへ旅をしている途上で夜になり、石を枕にして眠った。すると夢の中に神が光の階段を通って現れ、父祖アブラハムの神であることを明かし、ヤコブが今身を横たえて眠っている土地を彼とその子孫に与えることを約束した。そしてヤコブの子孫が砂塵のように増えて地上に広がることを予言し、永遠の庇護を約束した。翌朝、ヤコブは目を覚ますと、枕にした石を記念碑として立てて、聖別した。そして神がヤコブとともにあり、その旅路を守り、食べ物と着る物を与え、無事に父の家に帰らせてくれることを条件に、神への信仰を誓った。
ゴヤはヘームスケルクの逞しいヤコブの図像を痩せこけた人物像に変換し、聖書の物語を魔女と司祭たちの通過儀礼に挑戦する志願者の物語に変容させた。人物たちの姿から明らかであるように、彼らはヤコブと同様に衣食を必要としている。神がヤコブに多くのものを約束したように、魔女たちは2人の人物に多くのものを約束したが、その約束がかなえられるかどうかは魔女たちの課した試練に合格するかどうか、すなわち巨大な岩を立てる膂力があるかどうかにかかっている。
当初の題名である「わな」は、魔女と司祭が志願者との偽善的な約束に応える必要などなく、巨大な岩が死を予感させる不吉な「わな」であり、乗り越えることのできない試練であることを表している。また2番目の題名「いかなることがおきようとも」は、結果がどうであれ要求されたものはどんなことでもするという志願者の決意を表している。このような題名の変遷は、本作品が無教養な人間や困窮した人間を丸め込もうとする甘言への辛辣な批判であることを示している。それは同時に、甘言に惑わされて死ぬような目に遭いながら「これでもまだくたばらぬ」人々への批判ともなっている。

### 解釈
フランスでは、シャルル・ボードレールやルイ・ブーランジェといった芸術家や作家が、本作品を墓から逃げ出そうとする人物を描いたものと解釈した。スペイン啓蒙主義の学者エディス・フィッシュティン・ヘルマンによると、この図像は新しい勢力がすでに動き出しているにもかかわらず、夜が明けても活動している魔女たちによって表された古い勢力がいまだに力を持っているという、18世紀後半のスペインの政治的および社会的現実を仄めかしている。啓蒙主義者にとって、巨大な石板は「理性」を象徴しており、無知や迷信といったあらゆる反動勢力を最終的に葬り去ることを示す寓意である。したがって、稀なことにゴヤの楽観主義と人類の進歩に対する希望の明白な表れと見なされている。

## 来歴
プラド美術館所蔵の《ロス・カプリーチョス》の準備素描は、ゴヤの死後、息子フランシスコ・ハビエル・ゴヤ・イ・バエウ（Francisco Javier Goya y Bayeu）、孫のマリアーノ・デ・ゴヤ（Mariano de Goya）に相続された。スペイン女王イサベル2世の宮廷画家で、ゴヤの素描や版画の収集家であったバレンティン・カルデレラは、1861年頃にマリアーノから準備素描を入手した。1880年に所有者が死去すると、甥のマリアーノ・カルデレラ（Mariano Carderera）に相続され、1886年11月12日の王命によりプラド美術館が彼から購入した。

## ギャラリー

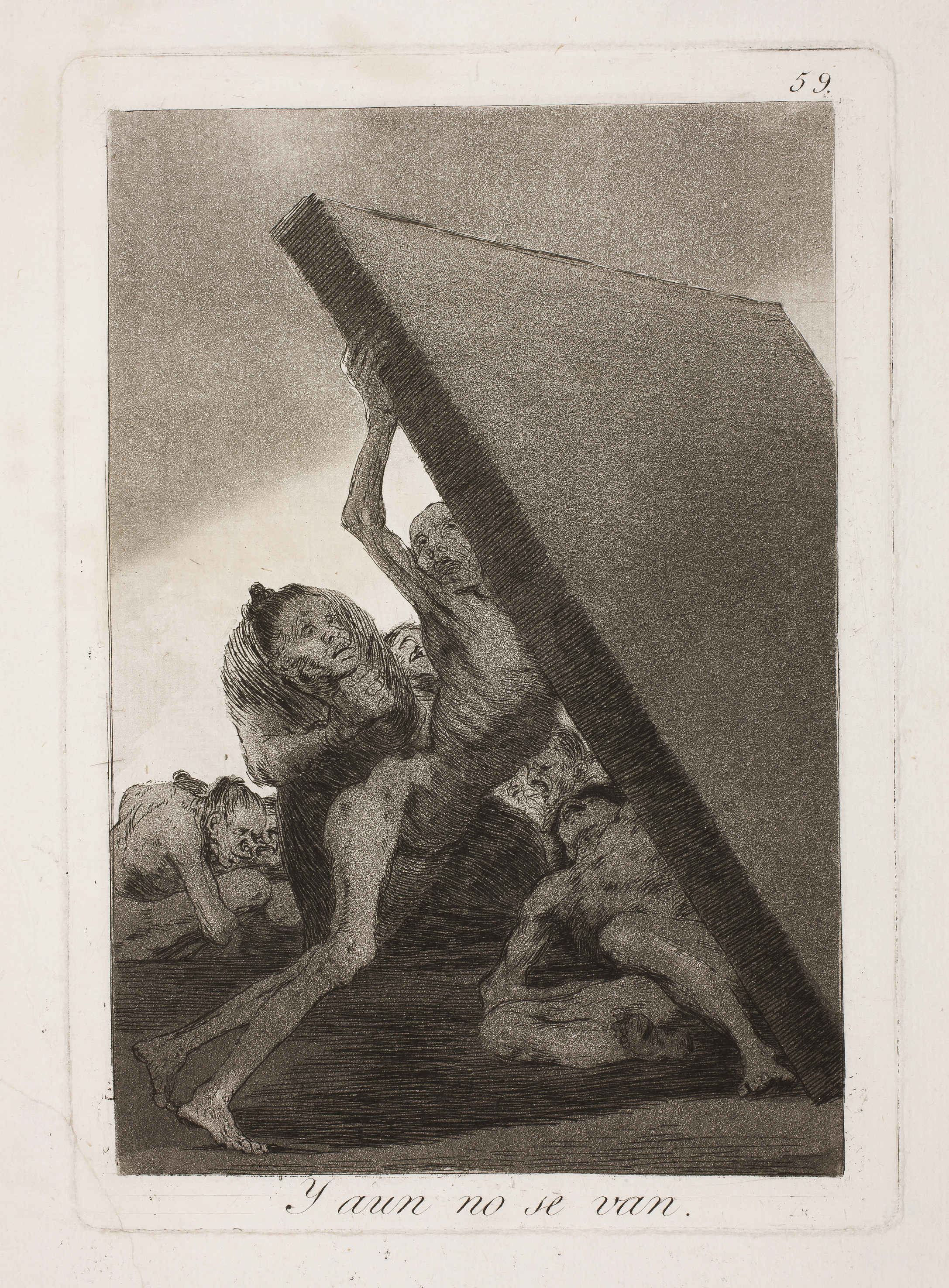
初版の修正以前の試し刷り 1797年-1798年 プラド美術館所蔵